# Liste du patrimoine immobilier classé de Profondeville
Cette page regroupe l'ensemble du patrimoine immobilier classé de la ville belge de Profondeville.
| Objet | Année de construction / Architecte | Adresse               | Section communale | Coordonnées                      | Numéro d’inventaire | Illustration                                                                            |
| --- | ---------------------------------- | --------------------- | ----------------- | -------------------------------- | ------------------- | --------------------------------------------------------------------------------------- |
| Ensemble formé par la chapelle Saint-Roch, les deux arbres et les terrains environnants |                                    |                       |                   | 50° 22′ 28″ nord, 4° 46′ 25″ est | 92101-CLT-0003-01   | Ensemble formé par la chapelle Saint-Roch, les deux arbres et les terrains environnants |
| Chapelle du cimetière |                                    |                       |                   | 50° 22′ 24″ nord, 4° 46′ 48″ est | 92101-CLT-0004-01   | Chapelle du cimetière                                                                   |
| Chantoir dit Trou des Nutons |                                    |                       |                   | 50° 22′ 48″ nord, 4° 47′ 41″ est | 92101-CLT-0007-01   | Image manquanteTéléverser                                                               |
| Chapelle dite au Loup, route de Saint-Gérard (M) et ensemble formé par cet édifice et ses abords (S). |                                    | Route de Saint-Gérard |                   | 50° 22′ 11″ nord, 4° 46′ 12″ est | 92101-CLT-0008-01   | Image manquanteTéléverser                                                               |
| Grotte et résurgence de la Vilaine Source |                                    |                       |                   | 50° 22′ 25″ nord, 4° 49′ 18″ est | 92101-CLT-0009-01   | Image manquanteTéléverser                                                               |
| Chantoir de Normont |                                    |                       |                   | 50° 22′ 15″ nord, 4° 48′ 15″ est | 92101-CLT-0010-01   | Image manquanteTéléverser                                                               |
| Double chantoir du Moulin |                                    |                       |                   | 50° 22′ 55″ nord, 4° 46′ 44″ est | 92101-CLT-0011-01   | Image manquanteTéléverser                                                               |
| Chantoir du Trou du Renard |                                    |                       |                   | 50° 22′ 48″ nord, 4° 45′ 53″ est | 92101-CLT-0012-01   | Image manquanteTéléverser                                                               |
| Grotte du trou d'Haquin (+ ASSESSE/Maillen) |                                    |                       |                   | 50° 22′ 07″ nord, 4° 54′ 16″ est | 92101-CLT-0013-01   | Image manquanteTéléverser                                                               |
| Château de Lesve (façades extérieures, toitures et stucs Louis XVI décorant la Chambre Monseigneur, pièce avec alcôve dans l'aile accolée à gauche du volume principal côté jardin) et Orangerie (façades extérieures et toitures) avec les deux longs murs de soutènement qui l'encadrent et l'emmarchement qui la précède ponctué par deux pilastres Louis XVI (M) et ensemble formé par le château, l'Orangerie, les remises à voitures du XIXe siècle, la cour d'entrée et l'étroite cour derrière les dépendances plus le cimetière et ses murs en contre-haut, les jardins en terrasses bordés de beaux murs, l'un centré par un bassin octogonal en pierre bleue, l'autre par un bassin rond entouré d'une charmille, la prairie entourée d'arbres (hêtres, tilleuls, chataîgniers) qui prologne les jardins vers le Sud-Ouest avec le portail d'entrée à l'Ouest et l'étang à côté de la ferme (S) |                                    |                       |                   | 50° 22′ 22″ nord, 4° 46′ 47″ est | 92101-CLT-0014-01   | Château de Lesve                                                                        |
| Section pavée du XIXe siècle du chemin de halage entre Rouillon et Rivière |                                    |                       |                   | 50° 21′ 12″ nord, 4° 52′ 33″ est | 92101-CLT-0015-01   | Image manquanteTéléverser                                                               |
| Rochers de Frêne |                                    |                       |                   | 50° 22′ 49″ nord, 4° 52′ 12″ est | 92101-CLT-0016-01   | Image manquanteTéléverser                                                               |